# University of Delaware

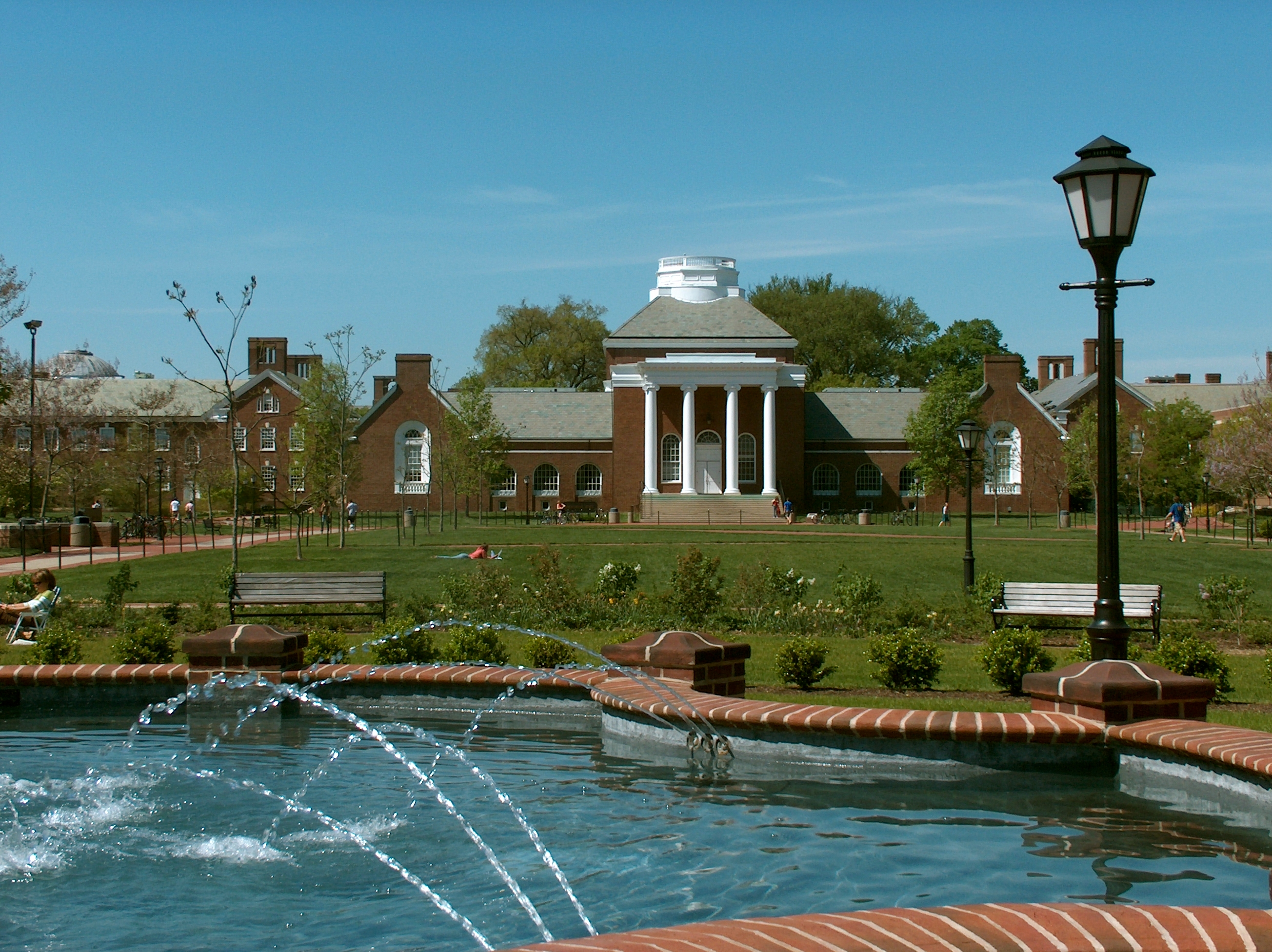
Die UD Memorial Hall

University of Delaware (také zvaná UD či UDel) je státní univerzita ve městě Newark na severu amerického státu Delaware. Studuje zde přes 19 000 studentů a UD je tak největší vysokou školou v Delaware. Vedle hlavního kampusu v Newarku má také další sídla v Doveru, Georgetownu, Lewesu a Wilmingtonu. University of Delaware patří k nejlepším státním univerzitám ve Spojených státech. Je uváděna na aktualizovaném seznamu prestižních veřejných vysokých škol a univerzit v USA (tzv. Public Ivy). Je zvláště známá díky výzkumu a výuce v oblastech biochemie, chemie a chemické inženýrství.

## Historie
Univerzita byla založena v roce 1743 presbyteriánským knězem Francisem Alisonem pod názvem Free School. V roce 1833 změnila název na Newark College. Současný název nese od roku 1843. V roce 1921 byla škola sloučena s Delaware Women’s college.

## Sport
Sportovní univerzitní týmy se nazývají Delaware Fightin' Blue Hens. Maskotem je modré kuře YoUDee. Americký bojovný kohout Delaware Blue Hen je od 14. dubna 1939 ptákem státu Delaware. Plemeno takového kohouta ve skutečnosti neexistuje a o modrém kohoutovi se traduje několik příběhů.

## Významné osobnosti, absolventi univerzity
- Mary McAleeseová
- Robert D. Ballard
- Joe Biden
- Jill Bidenová
- George J. Mitchell
- W. D. Snodgrass
- Craig Venter
- Paul Volcker
- Jamie Wyeth, malíř, syn Andrewa Wyetha